# Bronco
Pour les articles homonymes, voir Bronco (homonymie).

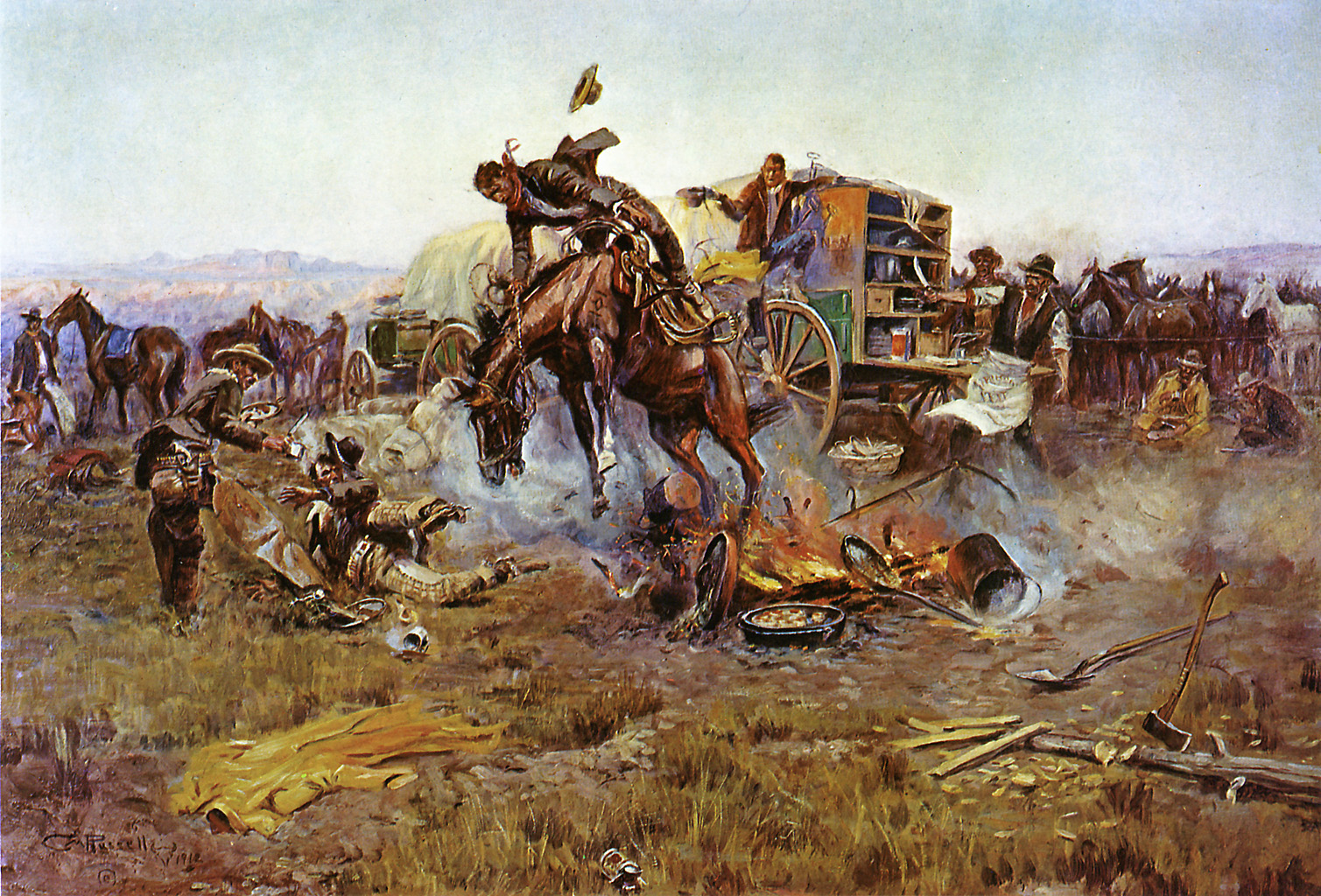
Un cow-boy tente de maîtriser un bronco. Bronc to Breakfast, peinture de C. M. Russell.

Le mot bronco, surtout utilisé en Amérique du Nord, désigne un cheval indompté. 

## Animal
Par analogie, il peut désigner :
- un cheval domestiqué qui est retourné vivre à l'état sauvage ;
- un cheval au comportement imprévisible ;
- un cheval au caractère fougueux qui sert lors des rodéos.